# Jestiva bamija
Jestiva bamija (okra, ; lat. Abelmoschus esculentus), jestiva je i ljekovita biljka cvjetnica iz porodice Malvaceae, red Malvales, iz tropskih i suptropskih krajeva. Postoji više teza o porijeklu ove vrste - neki smatraju da potječe iz Afrike, dok drugi pak zagovaraju Aziju. Glavna područja uzgoja su: Zapadna Afrika, Turska, Indija, Brazil, te jug SAD i Europe. Životni vijek joj je jednu godinu. Hermafrodit, čiji su oprašivači (polinatori) pčele.
Jestivi su nezreli, još elastični sjemeni tobolci te mlado lišće ove biljke.
Dlačice na sjemenu mahuna mogu biti nadražujuće za neke ljude. Vlakna dobivena iz stabljike služe kao zamjena za jutu i izradu papira i tekstila.
Regulira razinu šećera u krvi, pomaže rad jetre, dobra je za kožu, a pripisuju joj se i afrodizijačka svojstva.
Kod nas se ova biljka uzgaja razmjerno kratko, tek posljednjih desetak godina, znatno je raširenija u susjednoj Bosni i Hercegovini.

## Sinonimi
- Abelmoschus bammia Webb
- Abelmoschus longifolius (Willd.) Kostel.
- Abelmoschus officinalis (DC.) Endl.
- Abelmoschus praecox Sickenb.
- Abelmoschus tuberculatus Pal & Singh
- Abelmoschus tuberculatus var. deltoidefolius T.K.Paul & M.P.Nayar
- Hibiscus esculentus L.
- Hibiscus esculentus var. praecox (Forssk.) A.Chev.
- Hibiscus esculentus var. textilis A.Chev.
- Hibiscus ficifolius Mill.
- Hibiscus hispidissimus A.Chev. [Illegitimate]
- Hibiscus longifolius Willd.
- Hibiscus praecox Forssk.

## Sastav
kJ=138
voda=89.6 g
proteini=1.9 g
masti = 0.19 g 
ugljikohidrati=7.45 g
vlakna=3.2 g
šećer=1.48 g
kalcij mg=82
željezo mg=0.62 
magnezij mg=57
vitamin A: 660 IJ
thiamin: 0,2 mg
riboflavin: 0,06
niacin: 1,0
vitamin C: 21,1 mg/100 g
- A. esculentus
- A. esculentus
- A. esculentus
- A. esculentus
- A. esculentus, sjeme

## Vanjske poveznice
- Bamija kao lijek
- Uzgoj bamije - Arežina,A. završni rad,poljoprivredni fakultet Osijek  Arhivirana inačica izvorne stranice od 11. kolovoza 2021. (Wayback Machine)